# Interkulturelle Moderation
Interkulturelle Moderation (IKM) ist ein Ansatz in der Schulsozialarbeit, der insbesondere an Schulen in sozialen Brennpunkten mit einem hohen Anteil an Schülern mit sogenanntem Migrationshintergrund angewendet wird. 
Die Interkulturelle Moderation ist angesiedelt im Bereich Jugendhilfe und Schulsozialarbeit. Muttersprachliche Sozialpädagogen setzen den Dialog zwischen den Akteuren in Gang, vermitteln zwischen Schülern, Lehrern, Eltern und Stadtteil und arbeiten für eine Verbesserung des Schul- und Lernklimas.
Ziel ist die Förderung interkultureller Kompetenzen, der Abbau von Vorurteilen und das Verständnis für unterschiedlichen Perspektiven. Durch Präsenz an den Schulen und durch sensibles Einmischen werden Gemeinsamkeiten und Unterschiede sichtbar gemacht, bei Konflikten vermittelt und neue Lösungsstrategien initiiert. Interkulturelle Moderation in der Schule erweitert die Arbeitsmethoden der Schulsozialarbeit und der Schulpädagogik um die interkulturelle Erziehung und eine verstärkte sozialraumorientierte Öffnung der Schule.

## Ziele und Aufgaben
Die Ziele und Aufgaben der interkulturellen Moderation beziehen sich einerseits auf die Eltern bzw. die Umgebung der Schülerinnen und Schüler, andererseits auf diese selbst. 
Bezogen auf die Eltern gehören dazu etwa die Elternaktivierung sowie die Vermittlung von kulturbedingten Sichtweisen zwischen Schülern, Lehrern und Eltern.
Die interkulturelle Moderation hat auch den Anspruch, die Umgebung positiv zu beeinflussen. Dies soll geschehen durch Netzwerkarbeit bzw. Öffnung der Schule gegenüber dem Kiez sowie einer bedarfsorientierten Entwicklung von Kleinprojekten zur Förderung der interkulturellen Kompetenz der Schulakteure und Kiezbewohner.
Daneben steht die Arbeit mit den Schülerinnen und Schülern selbst. Dazu gehören eine individuelle und fallbezogene Beratung, die Förderung der Kommunikationsfähigkeit der am Schulleben beteiligten Personen sowie die Förderung der schulischen und außerschulischen Lebensbewältigung und sozialen Kompetenzen der Schüler. Darüber hinaus soll auch das Lernklima verbessert werden.

## Teilaspekte
Elternarbeit
- Hausbesuche zusammen mit Lehrern und interkulturellen Moderatoren
- Thematische Elternabende
- Vermittlung zwischen Schule und Elternhaus

Arbeit mit Schülern
- Konfliktintervention
- Unterstützung bei schulischen und beruflichen Übergängen
- Beratung bei schulischen und familiären Problemen

Arbeit mit Lehrkräften
- Begleitung bei Hausbesuchen
- Vermittlung bei Eltern- und Schülergesprächen

Netzwerkarbeit
- Öffnung der Schule zum Stadtteil
- Verbindung zu Akteuren der Gemeinwesenarbeit